# Unicorns of Love
Unicorns of Love (UOL) — профессиональная киберспортивная организация, основанная 15 августа 2013 года и базирующаяся в Гамбурге, Германия.
Команда принимала участие в Континентальной лиге League of Legends (LCL).

## League of Legends

### В Европе
Команда принимала участие на Intel Extreme Masters Season IX в Сан-Хосе. В четвертьфинале они обыграли Lyon Gaming со счётом 2:0, а затем обыграли Team SoloMid со счётом 2:0 и вышли в финал. Там они проиграли 0-3 Cloud9, заняв второе место.
Kikis покинул команду в июле 2015 года. 13 декабря Diamondprox подписал контракт с командой. 27 января 2016 года Djoko заменил Diamondprox на три недели. 22 февраля Loulex заменил Rudy в стартовом составе. 24 апреля Diamondprox покинул команду.

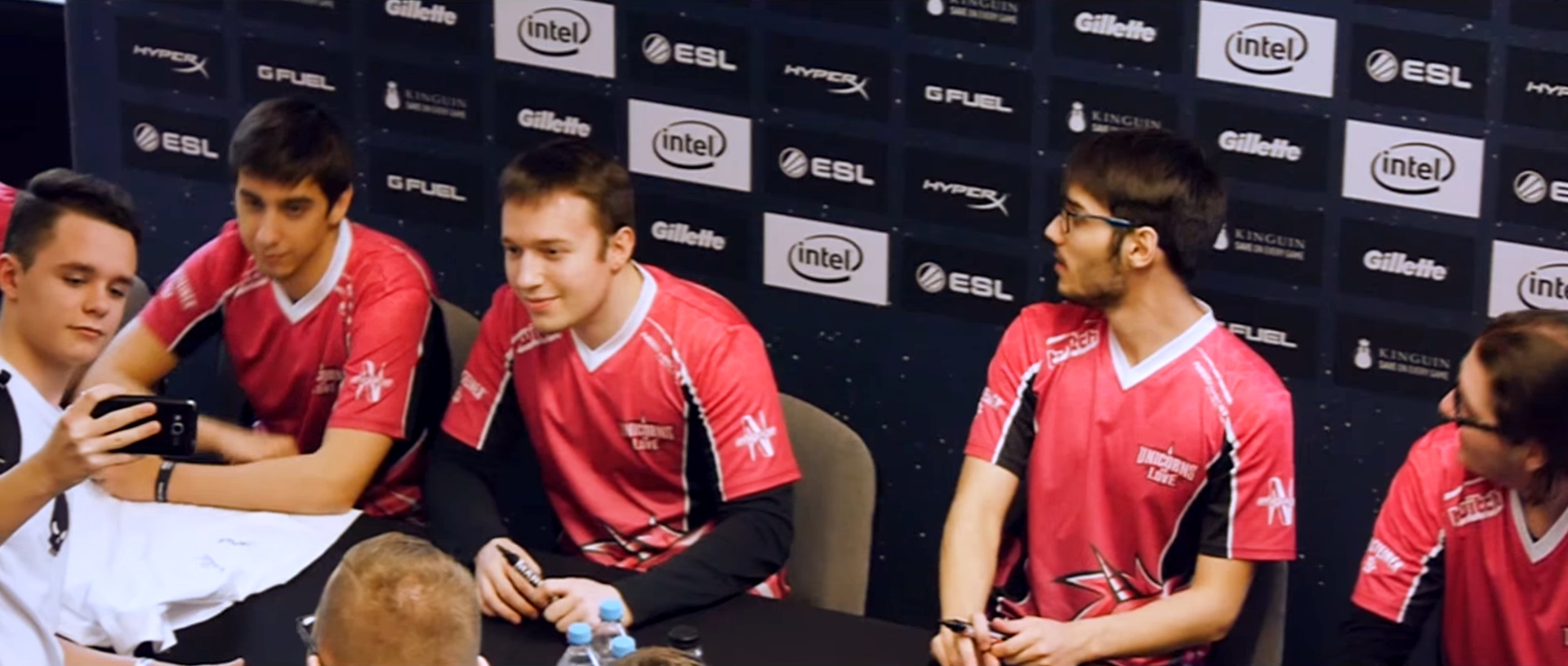
Unicorns of Love на IEM Katowice 2017.

### В СНГ
В начале 2019 года заявка UOL на ребрендинг и новый франчайзинговый чемпионат Европы по League of Legends (LEC) была отклонена. 22 мая 2019 года они приобрели место в Континентальной лиге League of Legends (LCL) Team Just. Их академическая команда, UOL «Sexy Edition», осталась в Германии и играла в ESL Meisterschaft. В новый состав вошли BOSS, AHaHaCiK и Nomanz из Vega Squadron, а Innaxe и Edward были приобретены у Excel UK и Rogue соответственно. UOL заняли второе место в летнем регулярном сезоне LCL 2019 года, выйдя в плей-офф. После победы над Elements Pro Gaming в полуфинале и Vega Squadron в финале, UOL выиграли свой первый титул LCL и квалифицировались на чемпионат мира 2019 года.
В 2020 году к команде присоединились Gadget и Santas вместo ушедших Innaxe и Edward. В обновлённом составе UOL стали чемпионами весеннего и летнего сплита LCL, что позволило принять участие на Worlds 2020, где впервые за несколько лет вышли в основную стадию. В основной стадии турнира попали в группу D где проиграли все 6 игр и заняли 13—16 место.
11 октября 2021 года состав был распущен